# Virginia Slims of Oklahoma 1991
Virginia Slims of Oklahoma 1991 — жіночий тенісний турнір, що проходив на закритих кортах з твердим покриттям Greens Country Club в Оклахома-Сіті (США). Належав до турнірів 4-ї категорії в рамках Туру WTA 1991. Відбувся вшосте і тривав з 18 лютого до 24 лютого 1991 року. Перша сіяна Яна Новотна здобула титул в одиночному розряді й отримала за це 27 тис. доларів США.

## Фінальна частина

### Одиночний розряд
Яна Новотна —  Енн Сміт 3–6, 6–3, 6–2
- Для Новотної це був 2-й титул в одиночному розряді за рік і 5-й — за кар'єру.

### Парний розряд
Мередіт Макґрат /  Енн Сміт —  Катріна Адамс /  Джилл Гетерінгтон 6–2, 6–4